# Jam z niebios zszedł
Jam z niebios zszedł (niem. Vom Himmel hoch) – niemiecka kolęda, której tekst ułożył Marcin Luter w 1534 roku. Muzykę do niej dorabiało wielu niemieckich kompozytorów protestanckich. Pierwszym był Valentin Schumann w 1539, ale dziś śpiewana jest przede wszystkim według irkiestracji, którą ułożył Adam Gumpelzheimer (1559-1625) na początku XVII wieku. Na temat „Vom Himmel hoch...” stworzył Johann Sebastian Bach wiele opracowań chorałowych (Choralbearbeitungen). W Katalogu Schmiedera są wpisane jako BWV 606, BWV 700, BWV 701, BWV 738, BWV 738a, BWV 769, BWV Anh. 63, BWV Anh. 64 i BWV Anh. 65. Na Śląsku Cieszyńskim kolęda śpiewana była w tłumaczeniu, rozpoczynającym się od słów Z nieba idę wysokiego, posłuchajcie głosu mego...

## Tekst Marcina Lutra z 1534 roku
1. Vom Himmel hoch, da komm' ich her.
Ich bring' euch gute neue Mär,
Der guten Mär bring' ich so viel,
Davon ich sing'n und sagen will.
2. Euch ist ein Kindlein heut' gebor'n
Von einer Jungfrau auserkor'n,
Ein Kindelein, so zart und fein,
Das soll eur' Freud' und Wonne sein.
3. Es ist der Herr Christ, unser Gott,
Der will euch führ'n aus aller Not,
Er will eu'r Heiland selber sein,
Von allen Sünden machen rein.
4. Er bringt euch alle Seligkeit,
Die Gott der Vater hat bereit,
Daß ihr mit uns im Himmelreich
Sollt leben nun und ewiglich.
5. So merket nun das Zeichen recht,
Die Krippe, Windelein so schlecht,
Da findet ihr das Kind gelegt,
Das alle Welt erhält und trägt.
6. Des laßt uns alle frölich sein
Und mit den Hirten gehn hinein,
Zu sehn, was Gott uns hat beschert,
Mit seinem lieben Sohn verehrt.
7. Merk auf, mein Herz, und sieh dorthin!
Was liegt dort in dem Krippelein?
Wer ist das schöne Kindelein?
Es ist das liebe Jesulein.
8. Bis willekomm, du edler Gast!
Den Sünder nicht verschmähet hast
Und kommst ins Elend her zu mir,
Wie soll ich immer danken dir?
9. Ach, Herr, du Schöpfer aller Ding',
Wie bist du worden so gering,
Daß du da liegst auf dürrem Gras,
Davon ein Rind und Esel asz!
10. Und wär' die Welt vielmal so weit,
Von Edelstein und Gold bereit't,
So wär' sie doch dir viel zu klein,
Zu sein ein enges Wiegelein.
11. Der Sammet und die Seide dein,
Das ist grob Heu und Windelein,
Darauf du König groß und reich
Herprangst, als wär's dein Himmelreich.
12. Das hat also gefallen dir,
Die Wahrheit anzuzeigen mir:
Wie aller Welt Macht, Ehr' und Gut
Vor dir nichts gilt, nichts hilft noch tut.
13. Ach, mein herzliebes Jesulein,
Mach dir ein rein, sanft Bettelein,
Zu ruhen in mein's Herzens Schrein,
Das ich nimmer vergeße dein!
14. Davon ich allzeit fröhlich sei,
Zu springen, singen immer frei
Das rechte Susaninne schon,
Mit Herzenslust den süßen Ton.
15. Lob, Ehr' sei Gott im Höchsten Thron,
Der uns schenkt seinen ein'gen Sohn!
Des freuen sich der Engel Schar
Und singen uns solch neues Jahr.

## Dodana wstępna zwrotkaValentina Trilleraz 1555 roku
Es kam ein Engel hell und klar
von Gott aufs Feld zur Hirtenschar;
der war gar sehr von Herzen froh
und sprach zu ihnen fröhlich so:

## Polskie tłumaczenie dokonane przez księdza Edwarda Romańskiego (1964)
1. Jam z niebios zszedł by nową wieść
Zbawienną, dobrą dla was nieść,
Z tej dobrej wieści wiele wam
Ogłosić i wyśpiewać mam.
2. Bóg oto wam dziś wam wszystkim śle
Przedziwnie, miłe dziecię swe,
Z Dziewicy czystej daje rad
Dzieciątko, które zbawi świat.
3. To Jezus Chrystus, Pan, nasz Bóg,
On was wyzwoli z wszelkich trwóg,
On zbawcą waszym pragnie być
I wszelką z was nieprawość zmyć.
4. On wszelką błogość niesie wam,
Bóg Ojciec ją zgotował sam,
Abyście wy po wieczny czas
W niebiesiech z nami żyli wraz.
5. Zapamiętajcie dobrze znak:
Żłób i pieluszki wygód brak
Znajdziecie tam dzieciątko w nich,
Co trzyma wszechświat w rękach swych.
12. Wielbimy Boga wiecznych chwał,
Że Syna nam własnego dał!
Aniołów się raduje zbór,
Czas łaski nam ich chór!